# 蔓孩儿参
蔓孩儿参（学名：Pseudostellaria davidii）是石竹科孩儿参属的植物。分布于蒙古、俄罗斯、朝鲜以及中国大陆的安徽、甘肃、辽宁、吉林、河北、云南、浙江、山东、河南、黑龙江、陕西、青海、西藏、新疆、山西、内蒙古、四川等地，生长于海拔3,000米至3,800米的地区，一般生于溪旁、混交林、杂木林下以及林缘石质坡，目前尚未由人工引种栽培。

## 别名
蔓假繁缕（中国高等植物图鉴）